# Maison Leclercq
La maison Leclercq est un immeuble classé situé dans le centre historique de la ville de Herve en Belgique (province de Liège). 

## Localisation
Cette maison est située à Herve, au no 66 de la rue Leclercq, une des plus anciennes voiries de la ville. Elle se situe à l'angle de la rue du Vivier.

## Historique
Cette demeure a été construite pendant la seconde moitié du XVIIIe siècle. Son nom vient du fait qu'elle a été l'habitation de Mathieu Leclercq (1796-1889), avocat et politicien membre du Congrès national. 

## Description
La façade possède six travées et deux niveaux et demi. Elle est bâtie en brique enduite de couleur sang de bœuf avec les encadrements des baies, les angles et un bandeau en pierre calcaire. Les linteaux bombés des baies vitrées du rez-de-chaussée et du premier étage possèdent une clé de voûte dont la partie supérieure est moulurée. Les petites baies du second étage possèdent d'originaux piedroits incurvés. La porte d'entrée située sur la deuxième travée à partir de la droite possède un linteau bombé surmonté d'une pierre calcaire en forme de cloche, ornée de motifs végétaux de style rococo. Un bandeau de pierre calcaire parcourt la façade entre le rez-de-chaussée et le premier étage mais est interrompu au niveau de la travée de la porte d'entrée. Les angles de la façade sont constitués par des pierres placées en refends. En plus de la façade, les toitures et les quatre cheminées (une au rez-de-chaussée et trois à l'étage) font aussi l'objet d'un classement.